# Anna Asp
Anna Margareta Birgitta Asp (* 16. Mai 1946 in Söderhamn, Gävleborgs län, Schweden) ist eine schwedische Artdirectorin und Szenenbildnerin, die neben einem Oscar für das beste Szenenbild auch einige weitere Filmpreise gewonnen hat.

## Leben
Anna Asp begann ihre Laufbahn als Artdirectorin und Szenenbildnerin 1971 bei dem Film Apfelkrieg (Äppelkriget) und wirkte bis heute bei der szenischen Ausstattung von fast vierzig Filmen mit.
Bei der Oscarverleihung 1984 erhielt sie zusammen mit Susanne Lingheim einen Oscar für das beste Szenenbild in dem Film Fanny und Alexander (1982) von Ingmar Bergman mit Bertil Guve, Pernilla Allwin und Allan Edwall in den Hauptrollen.
1988 gewann sie mit dem Robert für das beste Produktionsdesign in Pelle, der Eroberer (1987) von Bille August mit Pelle Hvenegaard, Max von Sydow und Erik Paaske einen der wichtigsten Filmpreise Dänemarks.
Nachdem sie bereits 1993 den Guldbagge-Kreativpreis erhalten hatte, wurde sie 2004 mit dem Guldbagge-Preis für das beste Produktionsdesign in Evil (2003) von Mikael Håfström mit Andreas Wilson, Henrik Lundström und Gustaf Skarsgård ausgezeichnet.

## Filmografie (Auswahl)
- 1971: Apfelkrieg (Äppelkriget)
- 1972: Ture Sventon - Privatdetektiv
- 1978: Herbstsonate
- 1982: Fanny und Alexander
- 1987: Pelle, der Eroberer
- 1993: Das Geisterhaus
- 1998: Commander Hamilton
- 1998: Les Misérables
- 2003: Evil
- 2008: Arn - Riket vid vägens slut
- 2010: Bessere Zeiten
- 2010: Arn (Fernsehserie)

## Auszeichnungen
- 1984: Oscar für das beste Szenenbild
- 1988: Robert für das beste Produktionsdesign
- 1993: Guldbagge-Kreativpreis
- 2004: Guldbagge-Preis für das beste Produktionsdesign